# Leonard Fields
Pour les articles homonymes, voir Fields.
Leonard Fields (1900-1973) est un producteur, réalisateur et scénariste américain.

## Biographie
Leonard Fields, né le 25 décembre 1900, commence sa carrière comme scénariste. Il devient par la suite producteur pour Republic Studios, une société de production spécialisée dans les films de série B. Il réalise plusieurs films, avant de se lancer dans la production. Il meurt le 18 mai 1973.

## Filmographie

### Scénariste
- 1929 : La Dame de cœur (The Mississippi Gambler) de Reginald Barker
- 1931 : El comediante
- 1933 : The Devil's Mate (en)
- 1934 : Unknown Blonde (en) d'Hobart Henley
- 1934 : Manhattan Love Song (en)
- 1934 : Le Chanteur de Broadway
- 1934 : La Lettre écarlate (The Scarlett Letter) de Robert G. Vignola
- 1935 : L'Évadée réalisé par George B. Seitz[3]
- 1935 : Streamline Express
- 1941 : I Killed That Man (en) de Phil Rosen

### Réalisateur
- 1931 : El comediante
- 1934 : Le Chanteur de Broadway (King Kelly of the U.S.A.)
- 1934 : Manhattan Love Song (en)
- 1935 : Streamline Express

### Producteur
- 1936 : Suivez votre cœur (Follow Your Heart) d'Aubrey Scotto
- 1937 : It Could Happen to You (en)  de Phil Rosen
- 1937 : All Over Town (en)
- 1938 : Circus Kid réalisé par Edward F. Cline
- 1941 : Mr. District Attorney de William Morgan
- 1941 : Mr. District Attorney in the Carter Case (en) de  Bernard Vorhaus
- 1942 : The Affairs of Jimmy Valentine (en) de  Bernard Vorhaus
- 1942 : Secrets of the Underground de William Morgan